# Stavelij
Een stavelij is de werkbank van een edelsmid. De stavelij kan worden voorzien van staken, een soort 'miniatuur-aambeelden' voor de bewerking van het edelmetaal.

## Nederlandse Zilverclub
Het tijdschrift en het jaarboek van de Nederlandse Zilverclub heet De Stavelij en is dus vernoemd naar de werkbank.